# Salena
Selina Maria Edbauer (Estiria, 1998), conocida artísticamente como Salena, es una cantante austriaca. Fue seleccionada para representar a Austria en el Festival de la Canción de Eurovisión 2023 con la canción Who the Hell Is Edgar? a dúo con Teya.

## Biografía
Originaria del estado austriaco de Estiria, comenzó a cantar a la edad de siete años y aprendió a tocar la guitarra. Más tarde comenzó a actuar en varios eventos de canto locales, ya fuera acompañada de una banda o como solista.
Saltó a la fama en el año 2017 cuando participó en la séptima edición de la versión alemana de La Voz. En las audiciones a ciegas, Salena interpretó la canción Green Light de Lorde, pasó la audición y se unió al equipo de Samu Haber, siendo luego ser eliminada en la fase de las batallas.
A finales del 2018, quiso representar a Austria en el Festival de la Canción de Eurovisión 2019. A pesar de estar preseleccionada entre los candidatos finales, la cadena pública austriaca terminó eligiendo a Pænda como su representante nacional en Tel Aviv. En 2020, comenzó a trabajar como locutora de radio en el programa Station Voice de la radio austriaca ORF Hitradio Ö3.
En 2021, participó en la quinta edición del concurso de talentos Starmania, siendo eliminada en semifinales. El 31 de enero de 2023, se confirmó que la emisora austriaca ORF la había seleccionado internamente, junto con Teya, como su representante nacional para el Festival de la Canción de Eurovisión 2023, celebrado en Liverpool. Su tema para el certamen, Who the Hell Is Edgar?, fue presentado el 8 de marzo de 2023.

## Discografía

### Sencillos
- 2022 – Pretty Imperfection
- 2022 – Who the Hell Is Edgar? (con Teya)

#### Colaboraciones
- 2020 – Lying Still (J.K. feat. Salena)
- 2021 – Walking On Clouds (7YFN feat. Salena)